# Magdalenenkirche (Wiesenfeld bei Coburg)

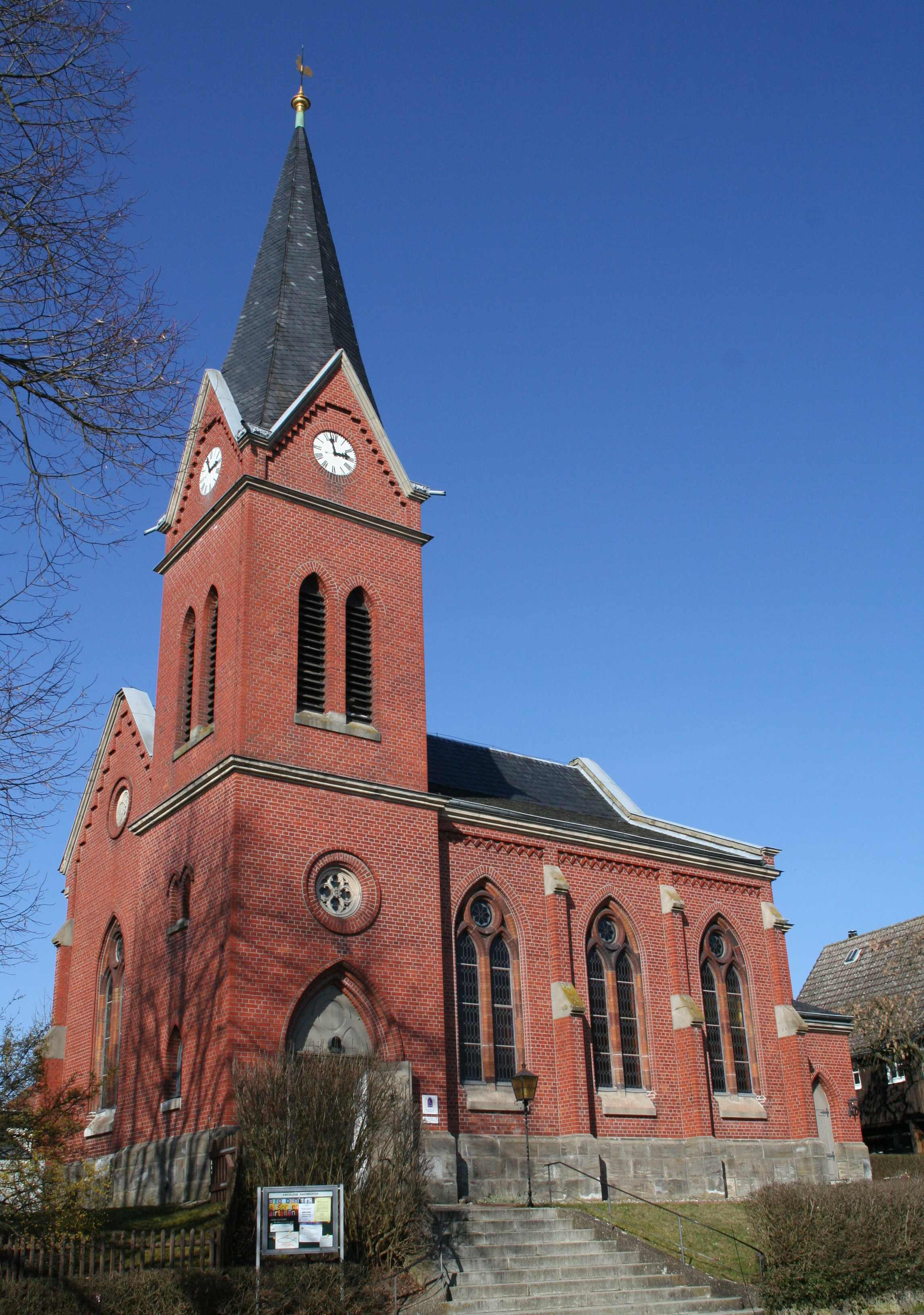
Magdalenenkirche

Die evangelisch-lutherische Magdalenenkirche im oberfränkischen Wiesenfeld bei Coburg im Landkreis Coburg ist als Backsteinkirche im neugotischen Stil eine Seltenheit in Süddeutschland.

## Geschichte
Das erste Gotteshaus, eine Taufkirche der heiligen Maria Magdalena geweiht, stand wohl schon im 13. Jahrhundert in Wiesenfeld. Es wurde im 15. Jahrhundert als Filialkirche von Meeder erneuert. Im Verlauf der Reformation wurde Wiesenfeld eine eigene Pfarrei. 1723/24 errichtete die Baumeisterfamilie Brückner als Ersatzbau eine Barockkirche, die 27. Mai 1896 zusammen mit 41 benachbarten Gebäuden durch einen Großbrand zerstört wurde. Die Grundsteinlegung des Kirchenneubaus war 1897 an der Südostecke des Turmes, die Kirchweihe folgte am 23. Oktober 1898. Das Bauwerk aus rotem Backstein wurde nach Plänen des Coburger Baumeisters Uhden in neugotischem Stil errichtet, als protestantische Kirche eine regionale Rarität. Die Ornamente im Innern stammen von dem Coburger Malermeister Krebs. Das Bauwerk kostete 35.500 Mark. 1976 erfolgte eine Außen- und Inneninstandsetzung der Kirche. Seit 2008 trägt das Gotteshaus den Namen Magdalenenkirche.

## Gestaltung

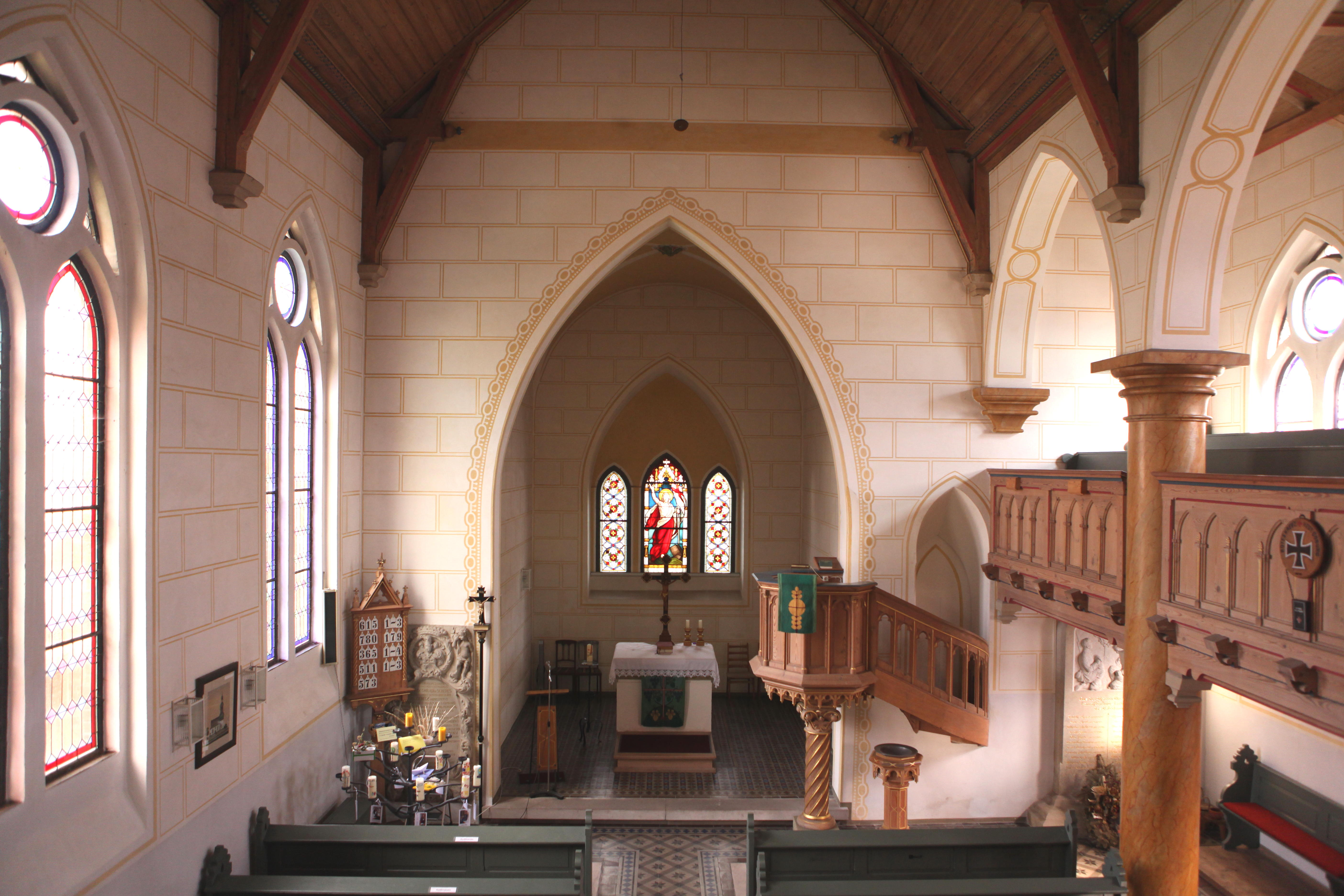
Innenraum

Den Altarraum überspannt ein quadratisches Kreuzgewölbe, südlich schließt sich die Sakristei an. Das Langhaus ist zweischiffig und hat an zwei Seiten hölzerne Emporen. Das Mittelschiff überspannt eine dreiseitig gebrochene Holzdecke. Es ist durch zwei Säulen und spitzbogige Scheidebögen vom südlichen Seitenschiff getrennt, das eine flache Bretterdecke und eine eingeschossige Empore aufweist. Die Westempore ist zweigeschossig. Oben befindet sich die Orgel. Die Süd- und Nordfassade werden durch drei große spitzbogige, zweiteilige Fenster geprägt. Hinter dem südwestlichen Haupteingang liegt die von einem Kreuzgewölbe überspannte Vorhalle. Darüber ist der Kirchturm angeordnet, der von Giebeln geziert und mit einem Helm bekrönt ist.

## Ausstattung
Im Kirchturm hängen drei Glocken von 1953, die aus der Erdinger Glockengießerei Czudnochowsky stammen. Die Inschriften der Glocken lauten „Bet und arbeit“, „Glaube, Liebe Hoffnung“, „Gott zur Ehr, den Gefallenen und Vermissten zum Gedenken, den Heimatlosen zum Trost“. Die Taufschale von 1713 ist aus Zinn und stammt aus der Vorgängerkirche. Eine Kopie der Grabplatte von Johannes Conrad Zieritz, der Kanzler Herzog Albrechts von Sachsen-Coburg war und in der Kirche bestattet wurde, steht links vom Altarraum. Hinter dem Altarkreuz im Chorraum befindet sich im Osten das Auferstehungsfenster.

## Orgel

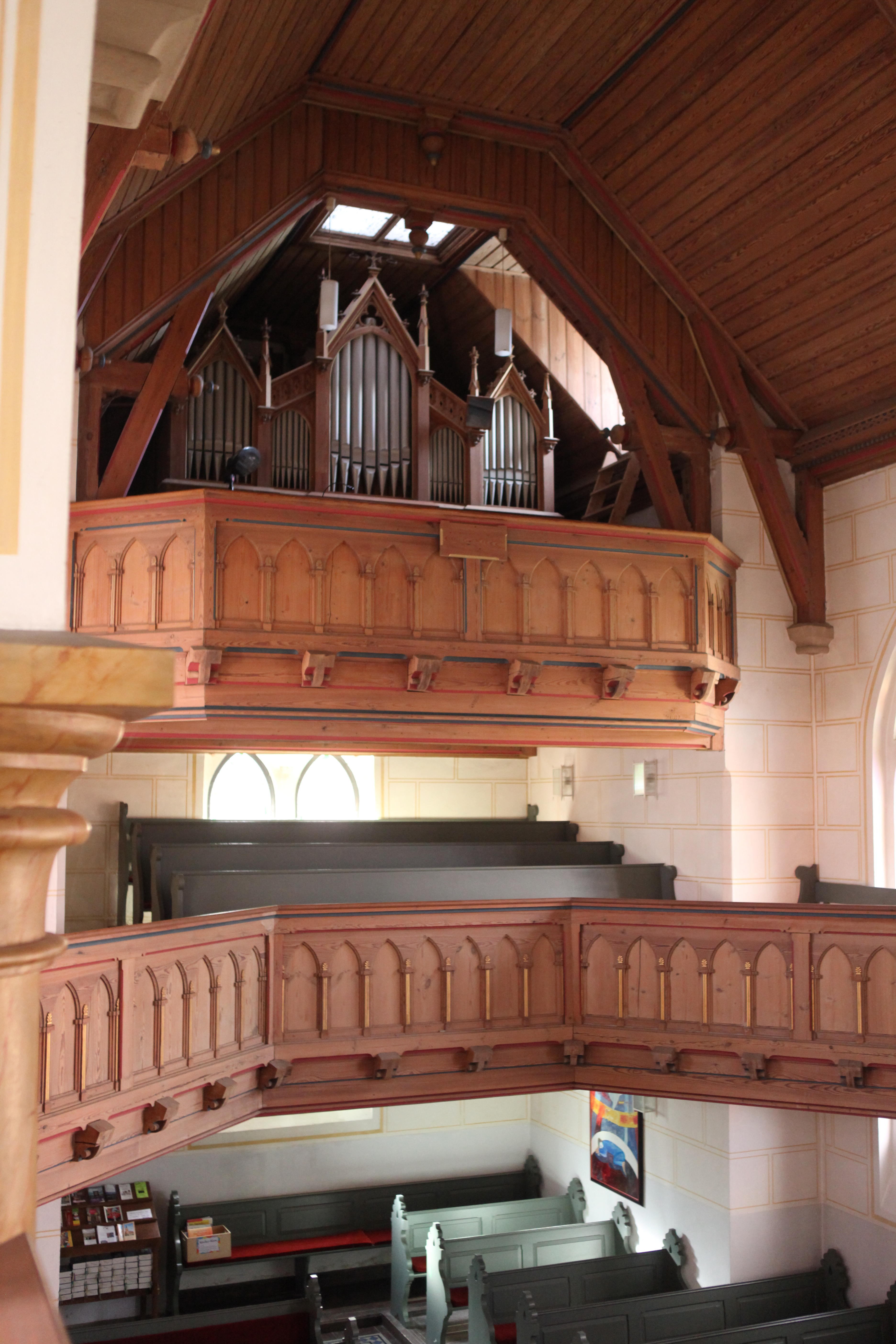
Orgel

In der Vorgängerkirche stand bereits Anfang des 18. Jahrhunderts eine Orgel mit sechs Registern ohne Pedal, das später ergänzt wurde. Diese wurde im Jahr 1760 durch ein Instrument des Orgelbauers Georg Ernst Wiegleb aus Schney ersetzt. Es hatte zwei Manuale und Pedal sowie zwölf Register. Die gegenwärtige Orgel ist ein Werk des Coburger Orgelbauers Anton Hasselbarth, die nach dem Kirchenneubau bis 1900 aus vorgefertigten Teilen errichtet wurde. 1968 wurde das Instrument von Hoffmann aus Ostheim vor der Rhön umgebaut, modernisiert und umdisponiert. Es hat zwei Manuale und Pedal sowie zwölf Register und 765 Pfeifen. Das Gehäuse ist mit einem fünfteiligen neugotischen Prospekt versehen. Drei Pfeifenfelder mit Dreiecksgiebel sind durch zwei Zwischenfelder mit ansteigendem Obergesims verbunden.